# Jahrsdorf
Jahrsdorf er en kommune og en by i det nordlige Tyskland, beliggende i Amt Mittelholstein i den sydlige del af Kreis Rendsborg-Egernførde. Kreis Rendsborg-Egernførde ligger i den centrale del af delstaten Slesvig-Holsten.

## Geografi
Jahrsdorf ligger omkring 26 km vest for Neumünster, 30 km syd for Rendsborg og 20 km nördlich von Itzehoe ved udkanten af Naturparks Aukrug. Lige nord for Jahrsdorf krydser Bundesstraße 77 fra Rendsborg mod Itzehoe, som går gennem kommunen, og Bundesstraße 430 fra Neumünster mod Heide.
I Jahrsdorf udspringer nogle små vandløb:
- I "Jettmoor" ved Nienjahn ligger kilden til "Buckener Au".[1]
- En kilde til "Wapelfelder Au" springer ved "Hälln" ved hovedvejen; to andre ved "Burdiek" og "Teichwiese" mellem Jahrsdorf og Hohenwestedt.